# APB – Die Hightech-Cops
APB – Die Hightech-Cops (Originaltitel: APB, kurz für „all-points-bulletin“) ist eine US-amerikanische Krimiserie von David Slack, die am 6. Februar 2017 Premiere auf Fox hatte. Sie handelt von einem Milliardär, der eine Polizeiwache mit moderner Technik ausstattet und so das Verbrechen bekämpfen möchte. Die Hauptrollen werden von Justin Kirk und Natalie Martinez gespielt. Die Serie besteht aus einer Staffel mit 12 Episoden.
Die deutschsprachige Erstausstrahlung der Serie lief seit dem 13. September 2017 mit jeweils drei Folgen am Stück beim Sender TNT Serie.

## Handlung
Der Milliardär Gideon Reeves ist erfolgsverwöhnt und sucht Erlebnisse. Als bei einem Raubüberfall sein Angestellter und Freund erschossen wird, übernimmt er eine Polizeiwache in Chicago, um mit High-Tech die Strafverfolgung zu verbessern.

## Episodenliste
| Nr. | Deutscher Titel               | Originaltitel        | Erstausstrahlung USA | Deutschsprachige Erstausstrahlung (D) | Regie             | Drehbuch                                 |
| --- | ----------------------------- | -------------------- | -------------------- | ------------------------------------- | ----------------- | ---------------------------------------- |
| 1   | Alles auf Anfang              | Hard Reset           | 6. Feb. 2017         | 13. Sep. 2017                         | Len Wiseman       | David Slack & Matt Nix Idee: David Slack |
| 2   | Verfolgungsjagd               | Personal Matters     | 13. Feb. 2017        | 13. Sep. 2017                         | Duane Clark       | Trey Callaway & Matt Nix                 |
| 3   | Verhörtechniken               | Hate of Comrades     | 20. Feb. 2017        | 13. Sep. 2017                         | Oz Scott          | Tony Camerino                            |
| 4   | Sieben Minuten                | Signal Loss          | 27. Feb. 2017        | 20. Sep. 2017                         | Ami Canaan Mann   | Krystal Houghton Ziv                     |
| 5   | Modedroge                     | Above & Beyond       | 6. März 2017         | 20. Sep. 2017                         | John Putch        | Christal Henry                           |
| 6   | Mein lieber Rabenvater        | Daddy’s Home         | 13. März 2017        | 20. Sep. 2017                         | Darnell Martin    | Ingrid Escajeda                          |
| 7   | Der Killer auf der Convention | Risky Business       | 20. März 2017        | 27. Sep. 2017                         | Craig Siebels     | Carly Sotteras                           |
| 8   | Brandgefährlich               | Fueling Fires        | 27. März 2017        | 27. Sep. 2017                         | Eriq La Salle     | Trey Callaway & Nick Hawthorne           |
| 9   | Unter Beschuss                | Last Train to Europa | 3. Apr. 2017         | 27. Sep. 2017                         | Matt Earl Beesley | Matt Pitts                               |
| 10  | Der Feind meines Feindes      | Strange Bedfellows   | 10. Apr. 2017        | 4. Okt. 2017                          | Jeffrey Hunt      | Mo Masi                                  |
| 11  | Die Büchse der Pandora        | Pandora’s Box        | 17. Apr. 2017        | 4. Okt. 2017                          | Guy Norman Bee    | Matt Nix & Jorge Rivera                  |
| 12  | Schöne neue Welt              | Ricochet             | 24. Apr. 2017        | 4. Okt. 2017                          | Duane Clark       | Trey Callaway & Matt Nix                 |

## Hintergrund
Die Handlung ist nach Angaben des Hollywood Reporter an den Zeitungsartikel „Who Runs the Streets of New Orleans?“ der New York Times von David Amsden angelehnt. Der Artikel beschreibt die Entwicklung der örtlichen Polizei in New Orleans, bei der ein Unternehmer als Investor tätig wurde.

## Produktion
Die Dreharbeiten erfolgten in Chicago.